# Lia Roefs
Cornelia Wilhelmina Josepha Maria (Lia) Roefs (Oss, 27 april 1955) is een Nederlands voormalig politica namens de PvdA.

## Biografie
Lia Roefs groeide op in Elst (Gelderland). Ze volgde tussen 1973 en 1980 sociale geografie aan de Katholieke Universiteit Nijmegen. Ze was vervolgens lerares aardrijkskunde aan de Havo Notre Dame des Anges in Ubbergen. In 1994 werd Roefs raadslid en wethouder namens de Progressieve Kombinatie Bergen in het Limburgse Bergen. Eerder was Roefs voorzitter van de lokale partij, een samenwerkingsverbond tussen PvdA en D66. Ze was vanaf 1993 tevens eigenaresse van een boekhandel. Als wethouder was Roefs verantwoordelijk voor de beleidsterreinen welzijn, onderwijs, cultuur, sociale zaken en minderheden.
In 2002 verliet Roefs de lokale politiek. Ze stond kandidaat voor de PvdA bij de Tweede Kamerverkiezingen 2003, maar werd niet verkozen. Ruim anderhalf jaar later werd ze alsnog Kamerlid, toen er een plek vrijkwam door het vertrek van Jeltje van Nieuwenhoven. Roefs hield zich in de Kamer onder meer bezig met onderwijs, verkeersveiligheid, monumentenzorg en bodemsanering. Bij de Tweede Kamerverkiezingen 2006 werd ze herkozen. Bij de Tweede Kamerverkiezingen 2010 werd Roefs niet herkozen.
In oktober 2010 kandideerde ze voor een plek op de lijst voor de Provinciale Statenverkiezingen in Limburg. Met bijna 2400 voorkeurstemmen werd ze op 2 maart 2011 gekozen. Op 10 maart werd ze geïnstalleerd als lid van Provinciale Staten (dat zichzelf het Limburgs Parlement noemt). Van 2014 tot 2020 was zij wederom wethouder van sociaal domein, volkshuisvesting, cultuur en armoedebeleid in het Limburgse Bergen. Op 2 juli 2021 werd zij benoemd en geïnstalleerd als lid van de Gedeputeerde Staten van Limburg. Als gedeputeerde had zij in haar portefeuille Wonen, Kwaliteit Limburgse Centra, IBA en Regiodeal Parkstad, Ruimte (incl. Ruimte voor Ruimte), Landbouw, Water, Ontgrondingen en was zij de 4e plv. CdK. Op 22 juni 2023 nam zij afscheid als gedeputeerde van Limburg en ontving zij de Gouverneurspenning.

## Trivia
- Lia Roefs is een nicht van Wim van de Camp, voormalig politicus namens het CDA.

- Parlement.com: vge7dtphhzyj